# Domingo Pérez, Toledo
Domingo Pérez este un oraș din Spania, situat în provincia Toledo din comunitatea autonomă Castilia-La Mancha. Are o populație de 498 de locuitori.
1. ↑  Nomenclátor Geográfico de Municipios y Entidades de Población (20240402 edition)